# Чарчани, Адиль
Адиль Чарча́ни (алб. Adil Çarçani; 15 мая 1922, Фуше-Баде — 13 октября 1997, Тирана) — албанский коммунистический политик и государственный деятель, член Политбюро ЦК АПТ, премьер-министр НСРА в 1981—1991 годах. Отстранён от власти в ходе падения коммунистического режима. Привлекался к судебной ответственности за злоупотребления властью, умер под домашним арестом.

## Коммунистический комиссар
Родился в мусульманской семье из деревни округа Гирокастара. Считался земляком Энвера Ходжи.
В 20-летнем возрасте вступил в албанскую компартию (АПТ) и присоединился к Национально-освободительной армии. Участвовал в боях против итальянских оккупантов. Занимал пост политкомиссара бригады и дивизии.

## Министр и премьер
После прихода коммунистов к власти в Албании в 1944 году был секретарём парторганизаций Шкодера и Дурреса, депутатом Народного собрания. В 1959 назначен министром горнодобывающей промышленности НРА. С 1956 — секретарь ЦК АПТ, с 1961 — член Политбюро. В 1965 стал заместителем премьер-министра Мехмета Шеху.
Являлся близким сподвижником первого секретаря ЦК АПТ Энвера Ходжи. Известно, что время отдыха Чарчани часто проводил на вилле в Подградеце по соседству с Ходжей. Отличался ортодоксальным сталинизмом, принадлежал к ходжаистской «старой гвардии», наряду с такими деятелями, как Неджмие Ходжа, Ленка Чуко, Мухо Аслани.
При этом не считался сильной фигурой, а лишь высокопоставленным исполнителем решений партийного руководства. Он не определял партийно-государственную политику, не руководил партаппаратом и силовыми структурами (министерства обороны и внутренних дел возглавляли Прокоп Мурра, Хекуран Исаи, Симон Стефани). Его функцией было хозяйственное управление в тяжёлых условиях самоизоляции. Политическая слабость Чарчани особенно бросалась в глаза по контрасту с Шеху. В период вице-премьерства Чарчани называли «ягнёнок — заместитель волка».

Многие албанцы знали Чарчани под прозвищем «Тао-Тао» — некомпетентного, но безвредного медведя-панду из популярного японского мультсериала.

17 декабря 1981 года погиб Мехмет Шеху. Официально было объявлено о его самоубийстве. На следующий день главой правительства НСРА был назначен Адиль Чарчани. Он сохранил должность после смерти Энвера Ходжи, при новом первом секретаре ЦК АПТ Рамизе Алии.

## Отставка и арест
В 1990 году в Албании начались массовые антикоммунистические протесты. Поначалу эти события даже способствовали номинальному укреплению позиций А. Чарчани: он сменил отстранённую Неджмие Ходжу на посту председателя массовой общественной организации Демократический фронт Албании. Однако консервативно-ходжаистские взгляды Чарчани не оставляли для него политических перспектив.
20 февраля 1991 года демонстранты в Тиране сбросили памятник Ходже. Рамиз Алия попытался сохранить власть за счёт уступок оппозиции, в том числе устранения ортодоксальных ходжаистов. 22 февраля 1991 А. Чарчани был отправлен в отставку с поста премьер-министра. Его преемником стал Фатос Нано.
На выборах в марте 1991 был избран в Народное собрание от АПТ и произнёс вступительную речь перед новым составом парламента. Однако значительной политической роли он уже не играл, не занимал видных постов ни в правительстве, ни в Социалистической партии Албании. На выборах 1992 года, отстранивших от власти партию бывших коммунистов, не был избран в парламент.
21 мая 1994 года был арестован по обвинениями в злоупотреблении властью и растрате государственных средств. Предстал перед судом в составе группы высших партийно-государственных руководителей во главе с Алией. Учитывая возраст и состояние здоровья суд приговорил его к пяти годам домашнего ареста.
Скончался 13 октября 1997 года в возрасте 75 лет.
Был женат, имел двоих детей (дочь Чарчани замужем за сыном многолетнего вице-премьера Мануша Мюфтиу).